# Makkox
Makkox, pseudonyme de Marco Dambrosio (né le 30 août 1965 à Formia) est un auteur de bande dessinée et animateur télé italien.

## Biographie
En 2007, alors qu'il travaille depuis plusieurs années comme graphiste pour la grande distribution, il lance Canemucca, un blog de comic strips humoristiques sur l'actualité. Rapidement, ceux-ci sont repris dans le quotidien Liberazione et l'hebdomadaire Internazionale, puis recueilli en album par Coniglio Editore. Dans les années suivantes, Coniglio puis BAO Publishing continuent à recueillir ses strips.
En 2013, Makkox entame une carrière d'animateur au sein de Gazebo (it), une émission satirique de Rai 3. Après l'arrêt de celle-ci en 2017 il lance une émission similaire sur LA7, Propaganda Live.

## Récompense
- 2013 : Prix Micheluzzi de la meilleure bande dessinée en ligne pour son blog